# Paradržava
Paradržave označavaju područja na kojima djeluju nezakonite i često nasilne skupine unutar dijela državnog područja vlastite međunarodno priznate države i koje pokušavaju postići međunarodno priznanje od strane drugih država i Ujedinjenih naroda.
Paradržavne i terorističke organizacije označavaju i neki aspekti autoriteta priznatih vlasti ili država.
U povijesti postoje i pokreti koji su u početku bili nazivani "nelegitimnim" ili "paradržavnim" organizacijama, a koje su tijekom vremena postale vlast.
Osim paradržavnih organizacija koje djeluju obično unutar definiranih zemljopisnih granica, ponekad djeluju i državne podržavajući terorizam i paravojne skupine.
Tijekom Domovinskog rata u Hrvatskoj i rata u Bosni i Hercegovini Srbija je vojno i materijalno opskrbljivala srpske paradržave, tzv. „Republiku Srpsku Krajinu" i „Republiku Srpsku".
Značajni primjer paradržave danas je Novorusija, na istoku Ukrajine, s oko 3,8 milijuna stanovnika.

## Vanjske poveznice
- definicija po encyclopedia.com, na engleskim jeziku